# فرانك د. ألين
فرانك د. ألين (بالإنجليزية: Frank D. Allen)‏ هو محامي وسياسي أمريكي، ولد في 16 أغسطس 1850، وتوفي في 23 يناير 1910. حزبياً، نشط في الحزب الجمهوري. وقد انتخب عضو مجلس نواب ماساتشوستس.